# Опалениця (Куявсько-Поморське воєводство)
Опалениця (пол. Opalenica, нім. Wilhelmsdank) — село в Польщі, у гміні Бродниця Бродницького повіту Куявсько-Поморського воєводства.
Населення — 134 особи (2011).
У 1975-1998 роках село належало до Торунського воєводства.

## Демографія
Демографічна структура станом на 31 березня 2011 року:
|          | Загалом | Допрацездатний вік | Працездатний вік | Постпрацездатний вік |
| -------- | ------- | ------------------ | ---------------- | -------------------- |
| Чоловіки | 64      | 15                 | 45               | 4                    |
| Жінки    | 70      | 21                 | 42               | 7                    |
| Разом    | 134     | 36                 | 87               | 11                   |